# Perseguição ao Falun Gong

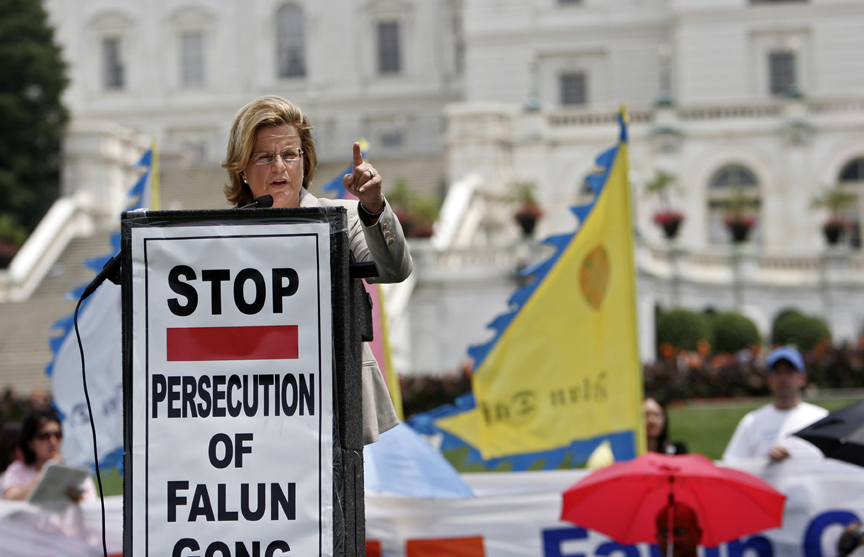
A representante Ileana Ros-Lehtinen, que copatrocinou uma resolução do Congresso condenando a extração de órgãos de adeptos do Falun Gong, fala em um comício em Washington D.C.

A perseguição ao Falun Gong se refere a uma campanha iniciada pelo governo da China contra praticantes do Falun Gong desde julho de 1999, com objetivo de eliminar a prática dentro da China.
De acordo com a Anistia Internacional, isto inclui propaganda enganosa, um programa de reeducação, e também prisão, trabalho forçado, tortura física, e até pena de morte.
Falun Gong foi criado por Li Hongzhi, e apresentado ao público em maio de 1992, em Changchun, Jilin.
Seguido de um grande sucesso da prática na década de 1990, o Falun Gong foi banido em 22 de julho de 1999.

## Literatura
- Spiegel, Mickey (2002). Dangerous Meditation: China's Campaign Against Falungong. [S.l.]: Human Rights Watch. ISBN 1-56432-269-6. Consultado em 28 de dezembro de 2009
- Østergaard, Clemens Stubbe (2003).  Jude Howell, ed. Governance in China. [S.l.]: Rowman & Littlefield. pp. 214–223 (Governance and the Political Challenge of Falun Gong). ISBN 0-7425-1988-0
- Palmer, David A. (2007). 9. Falun Gong challenges the CCP. Qigong fever: body, science, and utopia in China. [S.l.]: Columbia University Press. pp. 241–295. ISBN 0-231-14066-5
- Sisci, Francesco (27 de janeiro de 2001). «Part 1: From sport to suicide». Asia Times; Part 2: A rude awakening; Part 3: The deeper crisis facing China
- Kavan, Heather (julho 2008).  E. Tilley (Ed.) Power and Place: Refereed Proceedings of the Australian & New Zealand Communication Association Conference, Wellington., ed. «Falun Gong in the media: What can we believe?» (PDF). Massey University. Department of Communication, Journalism and Marketing: 13. Consultado em 16 de outubro de 2012. Arquivado do original (PDF) em 18 de abril de 2012
- Munro, Robin (2002). «On the Psychiatric Abuse of Falun Gong and Other Dissenters in China: A Reply to Stone, Hickling, Kleinman, and Lee» (PDF). The Journal of the American Academy of Psychiatry and the Law. 30:2: 266–274
- Sing, Lee, & Kleinman, Arthur (2002). «Psychiatry in its political and Professional Contexts: A Response to Robin Munro» (PDF). The Journal of the American Academy of Psychiatry and the Law. 30:120–5: 122
- Lu, Sunny Y. & Galli, Viviana B. (2002). «Psychiatric Abuse of Falun Gong Practitioners in China» (PDF). The Journal of the American Academy of Psychiatry and the Law. 30:126–30
- Schechter, Danny (novembro 2001). Falun Gong's challenge to China: spiritual practice or 'evil cult'?. [S.l.]: Akashic Books. ISBN 1-888451-27-0